# Shadia
Fatma Ahmed Kamal Shaker (arabiska: فاطمة أحمد كمال شاكر), mer känd under artistnamnet Shadia (شادية), född 8 februari 1931, död 28 november 2017, var en egyptisk skådespelare och sångerska. Hon hade roller i komedier och teaterpjäser på 1950- och  1960-talet och spelade in mer än 100 egyptiska filmer. 
Shadia hade beundrare i hela arabvärlden och spelade allt från bondflickor och karriärkvinnor till mentalt störda kvinnor och romantiska fjollor. Hon fick beröm för sina roller som upprorisk kvinna i filmen Middaqq-gränden och som prostituerad i Tjuven och hundarna, som båda baserades på 
nobelpristagaren Naguib Mahfouz böcker med samma namn, av Mahfouz själv.
Shadia hade en sidenmjuk röst och är känd för sina patriotiska sånger. Hon spelade in hundratals skivor, de flesta på egyptisk arabiska, och tillhörde Egyptens "gyllene era" inom film och underhållning. Hon var gift tre gånger men hade inga barn. 
Shadia slutade att framträda omkring 1987 och ägnade sig därefter åt en strikt form av islam. Hon bar hijab och levde i avskildhet till sin död.
Hennes mest berömda sång Habibti Ya Masr (Åh mitt älskade Egypten) blev en symbol för Egyptiska revolutionen 2011.
Google hedrade Shadia den 8 februari 2021, nittio år efter hennes födelse, med en Google Doodle, i Egypten, Israel och Sverige.